# Чудо невиђено
Чудо невиђено је југословенски филм из 1984. године. Режирао га је Живко Николић, а сценарио су писали Синиша Павић и Љиљана Павић по причи Живка Николића.

## Радња
Ова трагикомедија догађа се у малом рибарском месту Додоши, на обали Скадарског језера, где се одувек живело на сличан начин: жене лове рибу, раде и друге тешке послове, док њихови мужеви седе у кафани, удварају се конобарици, пију, мудрују и сањају нови и бољи живот.
Насупрот њима, Шћепан, први човек у крају, жели да од тог места створи рај на земљи и људима покаже нешто што никад нису видели! Са страшћу занесењака започиње невиђени подухват: прокопати тунел кроз брдо, све до мора, исушити језеро и направити плодну земљу која ће давати три жетве годишње. У остварењу ове велике идеје помаже му ненадана појава нове, младе и лепе конобарице, која својим изазовним присуством покреће мештане. Тако људи, омамљени страстима, не схватају озбиљно „чудо“ и опасност која им заиста прети. Шћепанов покушај да промени свет и учини га бољим завршава се трагикомично. Уместо да се исуши језеро, море плави цело место.

## Улоге
| Глумац                   | Улога                      |
| ------------------------ | -------------------------- |
| Савина Гершак            | Американка                 |
| Петар Божовић            | Зељо                       |
| Боро Беговић             | Ђоко                       |
| Драган Николић           | Карузо                     |
| Ташко Начић              | Баро                       |
| Весна Пећанац            | Крстиња                    |
| Боро Стјепановић         | Шоро                       |
| Данило Бата Стојковић    | Газда Шћепан               |
| Велимир Бата Живојиновић | Отац Макарије „Чудотворац“ |
| Мирјана Коџић            | Шорова мајка баба Грана    |
| Богдан Диклић            | Инжењер                    |
| Вељко Мандић             | Зељов отац                 |
| Славко Штимац            | Брат Кондић                |
| Драгомир Станојевић      | Петар Кондић               |
| Петар Спајић Суљо        | Старац                     |
| Соња Јауковић            | Келнерица                  |
| Станко Богојевић         | Отац Леонтије              |
| Будимир Секуловић        | Поштар                     |
| Вељко Оташевић           | Свештеник                  |
| Зоран Поповић            |                            |
| Никола Радуновић         |                            |

## Награде
Филм је награђен сребрном медаљом на московском фестивалу 1985. године.

## Културно добро
Југословенска кинотека је, у складу са својим овлашћењима на основу Закона о културним добрима, 28. децембра 2016. године прогласила сто српских играних филмова (1911-1999) за културно добро од великог значаја. На тој листи се налази и филм "Чудо невиђено".

## Занимљивости
Филм је сниман у селу Зеленграду, и за потребе филма је изграђена црква, у којој се чуда из филма дешавају.
- Црква у којој се одвија радња филма, изграђена у Зеленграду.
- Црква у којој се одвија радња филма, изграђена у Зеленграду.